# Sovjetiska revolutionskalendern

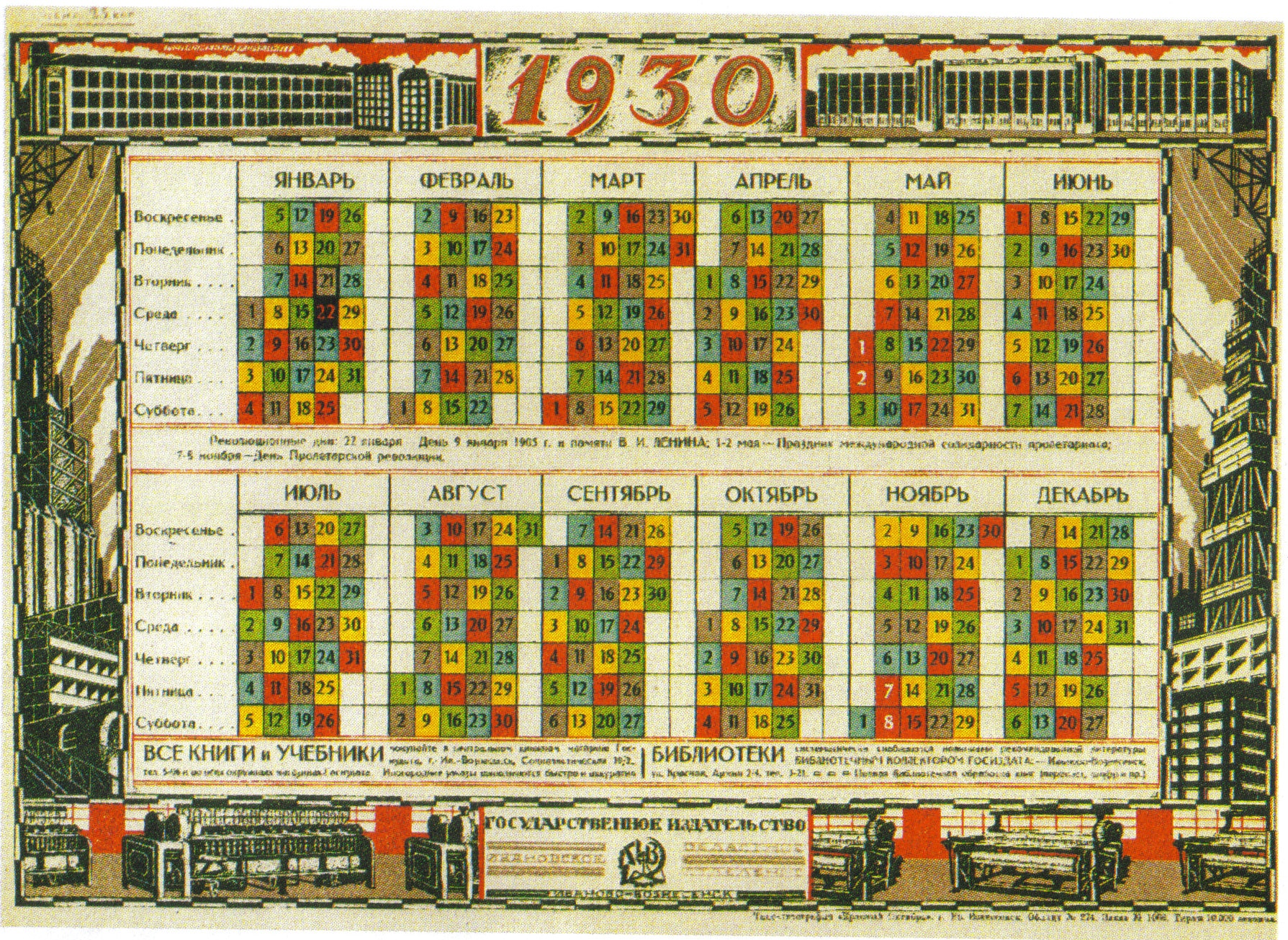
Sovjetisk kalender 1930. Till en början hade den nya kalendern femdagarsvecka, vilket syns på bildens kalender från 1930. Där är den gregorianska kalenderns (som infördes efter revolutionen) dagar kodade i fem färger, enligt det nya systemet.

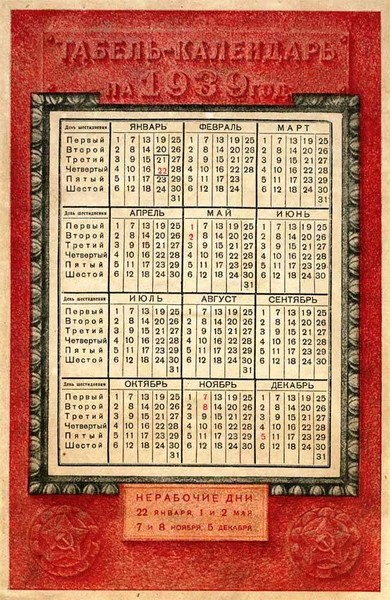
Sovjetisk kalender från 1939, med sexdagarsvecka och skottdagar i slutet av vissa månader.

Den sovjetiska revolutionskalendern (ryska: Сове́тский революцио́нный календа́рь, Sovjetskij revoljotsionnyj kalendar) var en konfessionsneutral kalender som användes i Sovjetunionen mellan 1929 och 1940. Kalendern innehöll fem- eller sexdagarsveckor utan religiösa högtidsdagar. Kalendern var även känd som sjestidnevka (ryska: Шестидневка, 'sexdagarsvecka').

## Historik
Den nya kalendern hade inledningsvis en femdagarsvecka, utan konfessionella dagar, och ersatte veckouppdelningen i den gregorianska kalendern, som hade införts 1918. Julen ersattes av nyår, och påsken av första maj. Kalendern infördes bland annat för att effektivisera arbetet i Sovjetstaten, där befolkningen antogs jobba i veckoskift så att alla veckans dagar var arbetsdagar. Detta försvårade även möjligheten för troende kristna att kunna gå till kyrkan, och utöva sina gamla traditioner.
Den initiala ambitionen var 30-dagarsmånader, i likhet med den franska revolutionskalendern. Detta kom dock inte att följas i praktiken. Tidigare kalendrar anger att den gregorianska kalenderns månadsindelning behölls, men att veckorna kom att få ett nytt utseende. Även senare kalendrar (med sexdagarsvecka) visar att månadernas längd följde den gregorianska kalendern, med inskjutna skottdagar i de månader som innehåller 31 dagar, samt två avdragna dagar i februari.